# Lotus (datorspelsserie)

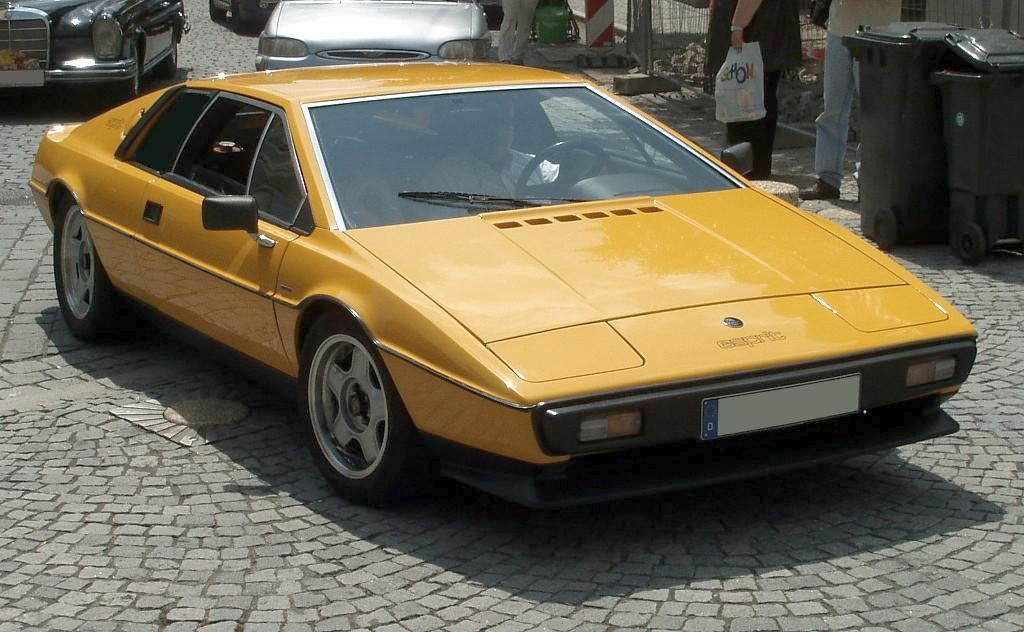
En äkta Lotus Esprit.

Lotus är en serie om tre racingdatorspel baserade på Lotus-bilar. De tre spelen är Lotus Esprit Turbo Challenge (1990), Lotus Turbo Challenge 2 (1991) och Lotus III: The Ultimate Challenge (1992). De utvecklades av spelutvecklaren Magnetic Fields och utgavs av Gremlin Graphics.

## Lotus Esprit Turbo Challenge
Det första spelet i serien släpptes 1990 för de mest populära 8-bitars- och 16-bitarsdatorsystemen, där Amiga-versionen var den mest avancerade tekniskt sett. Spelet lät spelaren köra en bil av modellen Lotus Esprit Turbo SE i olika miljöer. Två spelare kunde spela på samma gång på var sin halva av skärmen (övre och undre), samtidigt som ett valfritt ljudspår spelades i bakgrunden tillsammans med bilarnas motorljud.
Banorna var varvsbaserade och bestod av både raksträckor och kurvor, liksom kullar och dalgångar som minskade respektive ökade hastigheten på bilen. Varje kurva indikerades av markeringspilsvägmärken, där antalet och tätheten av dessa vägmärken påvisade svängens svårighet - något som återkom i alla de tre Lotus-spelen.
Under spelets gång behövde spelaren även ha koll på bränsleförbrukningen, för att då och då stanna till vid depån för att fylla på bensin. Förutom att köra förbi de andra bilarna i tävlingen, behövde spelaren dessutom undvika olika faror och hinder. Dessa varierade beroende på miljön i banan. Farorna inkluderade halt vinterväglag, stenblock, hala vattensamlingar och trästockar.
Spelet delades in i tre svårighetsnivåer, som man kunde välja mellan spelets start. I varje bana deltog 20 bilar. 19 eller 18 av dessa var datorstyrda, beroende på om man var en eller två spelare. Uppgiften var att komma i mål och sluta så högt upp som möjligt i resultatlistan. Slutade spelaren inom topp-tio-listan gick spelaren vidare till nästa bana. I multiplayer-läget räckte det med att en av de två spelarna slutade inom topp-tio-listan för att båda spelarna skulle gå vidare. Namnen på de datorstyrda förarna var tillskojade namn på riktiga racerförare från tiden då spelen släpptes (till exempel "Ayrton Sendup", "Nijel Mainsail" och "Alain Phosphate").
I första banan startade spelaren från den sista startpositionen. I de efterkommande banorna fick spelaren startpositionen som var motsatt till slutpositionen i föregående bana. Detta gjorde att sämre spelare fick större chans att gå vidare till nästa bana.
I singleplayer-läge var den undre halvan av skärmen oanvänd och visade enbart en statisk bild från depån. I multiplayer-läget användes varje halva av respektive spelare.

### Spelets mottagande
Lotus Esprit Turbo Challenge fick ett gott mottagande av spelkritiker, som berömde den realistiska fartkänslan, de tekniska kvaliteterna och multiplayer-läget. Spelets alla versioner rankades till mellan 80 och 90 procent. Det första spelet i serien var det enda som släpptes även för 8-bitarsdatorsystem. De andra två släpptes enbart för 16-bitars.
ZX Spectrum-versionen röstades fram som nummer 17 i Your Sinclair Readers' Top 100 Games of All Time.

## Lotus Turbo Challenge 2
Det andra Lotus-spelet var mer arkadspelsorienterat och var också det första i serien som släpptes för en spelkonsoll (för Sega Mega Drive under titeln Lotus Turbo Challenge). Svårighetsgraderna och bränslekravet togs bort. De banbaserade nivåerna ersattes med tidsbegränsade lopp där man behövde nå flera kontrollstationer längs vägen för att få mer tid till att hinna fram till målet (inte helt olikt spelgången i arkadspel såsom Out Run).
Förutom Lotus-modellen Esprit Turbo SE, inkluderade Lotus Turbo Challenge 2 även modellen Elan SE, vilket ledde till att man tog bort ordet "Esprit" ur speltiteln. Man kunde dock inte välja bil i spelet, utan vilken man körde berodde på vilken miljö banan utspelade sig i (Esprit användes exempelvis i snö- och åskväderbanorna, medan Elan användes i öken- och skogsbanorna).
En förbättring jämfört med det första spelet i serien, var att man i singleplayer-läget nu använde hela skärmen till spelet istället för halva. Dessutom var motståndarbilarna i olika färger, till skillnad från första spelet där alla motståndarbilar var vita. Däremot togs musiken helt bort under spelmomentet, och spelaren hörde enbart bilens motorljud.
Lotus 2 utvecklades först för Amiga och konverterades därefter till andra format. Spelet ansågs vara ett av de mest imponerande bilspelen rent tekniskt sett då det släpptes. Mega Drive-versionen hade dock inte lika välfungerade grafik som originalversionen.
Barry Leitchs intromusik till Lotus 2 återfinns ofta i spellistor hos webbradiostationer som spelar retro-datorspelmusik. Musiken har gett upphov till många moderna remixer. Intromusiken innehåller en samplad röst efter cirka 12 sekunder. Den hörs enbart i vänster kanal och säger "you will not copy this game". Samplingen spelas upp i väldigt låg volym men kan enkelt höras med hjälp av MOD Tracker-program. Hi-hat-ljudet och röstsamplingen som är i början av låten är tagna från den schweiziska synthgruppen Yellos sång Oh Yeah, som även blev känd genom filmen Fira med Ferris. 
Lotus 2 använde ett lösenordssystem för att få tillgång till de olika banorna. När en bana var avklarad, avslöjades lösenordet för nästa bana. Lösenordet DUX gav tillgång till ett hemligt spel och lösenordet TURPENTINE tog bort tidsbegränsningen under spelets gång. Mega Drive-versionen innehöll även ett dolt Centipede-liknandespel kallat Pod, som man fick åtkomst till genom att namnge spelaren till POD PLEASE.
I den sjätte spelnivån (motorvägsnivån) förekommer ett humoristiskt inslag i Amiga-versionen. Genom att lyckas köra under släpvagnen till långtradarna som korsar vägen, ropar spelets speakerröst "Yeehaa!". 

## Lotus III: The Ultimate Challenge
Det tredje spelet i serien kombinerade de båda föregångarna. Nu tilläts spelaren att välja att spela mot motståndarna som i första spelet, eller mot klockan som i andra spelet. Multiplayer-läget fanns kvar och möjligheten att välja musik återintroducerades. (Kompositören Patrick Phelans musik till Lotus III har även den gett upphov till många olika moderna remixer.) I Lotus III lade man till en tredje bil - en Lotus M200 som var en konceptbil - och spelaren tilläts nu att välja mellan de tre bilarna. Spelet återanvände det mesta av grafiken från Lotus 2, men inkluderade även ett antal nya miljöer.
Mega Drive-versionen fick namnet Lotus II: RECS vilket refererar till möjligheten att ändra banornas innehåll och svårighet (se nedan). DOS-versionen som släpptes 1993 kallades för Lotus: The Ultimate Challenge, eftersom detta var det enda Lotus-spelet som släpptes i det formatet. I DOS-versionen har man bytt ut Lotus-modellen Esprit Turbo SE till Esprit S4. Bortsett från detta, är skillnaden i spelet minimal. DOS-versionen släpptes igen 1996, då på CD-ROM.

### RECS - Möjligheten att skapa banor med olika innehåll och svårighetsgrad
Den mest innovativa förnyelsen i 'Lotus III var möjligheten att skapa banor med hjälp av RECS-funktionen (Racing Environment Construction Set). Genom att definiera olika grundparametrar såsom kurvornas och kullarnas svårighetsgrader, mängden hinder, typ av miljö och motståndarnas skicklighet, kunde man skapa sina egna banor. De egna banorna, som gick att spara, kunde spelas av både en och två spelare. 
RECS-systemet tillät spelare att snabbt skapa unika banor utan att behöva använda en banredigerare. Det ledde dock till att det inte var möjligt att placera ut kurvor och hinder exakt. RECS-systemet återanvändes senare i International Rally Championship, ett annat spel av Magnetic Fields.
Lotus III blev inte lika väl mottaget som Lotus 2 på grund av dess lägre drifthastighet (den här gången var Mega Drive-versionen snabbare), och viss brist på innovation.

## Lotus Trilogy
År 1994 släpptes de tre spelen för Amiga CD32 i ett samlat paket under namnet The Classic Lotus Trilogy.

### Lotus Esprit Turbo Challenge
- Lotus Esprit Turbo Challenge på Moby Games (engelska)
- Lotus Esprit Turbo Challenge på World of Spectrum (engelska)
- Lotus Esprit Turbo Challenge på Lemon 64
- Gamebase CPC entry
- Atari Legend

### Lotus Turbo Challenge 2
- Lotus Turbo Challenge 2 på Moby Games (engelska)
- Atari Legend

### Lotus III: The Ultimate Challenge
- Lotus III: The Ultimate Challenge på Moby Games (engelska)
- Atari Legend